# Magdalena Kim Ŏb-i
Św. Magdalena Kim Ŏb-i (ko. 김업이 막달레나) (ur. 1774 r. w Seulu – zm. 24 maja 1839 r. tamże) – męczennica, święta Kościoła katolickiego.
Magdalena Kim Ŏb-i była katoliczką od dzieciństwa. Chciała nigdy nie wychodzić za mąż, tylko poświęcić się Bogu. Jej rodzice (nie będący katolikami) nie rozumieli jej postępowania i zmusili ją do małżeństwa. Jej nowa rodzina okazała się katolicka, jednak szybko straciła męża i dzieci. Chcąc bardziej aktywnie uczestniczyć w życiu Kościoła, nauczała religii swoich sąsiadów. Miała miłą powierzchowność i wiele osób słuchało jej z przyjemnością. W tym czasie rozpoczęły się prześladowania katolików. Magdalena Kim O-bi chciała poświęcić swoje życie dla Kościoła, jeżeli tylko to będzie konieczne. Została aresztowana razem z Barbarą Han A-gi we wrześniu 1836 r. Trzy lata Magdalena Kim O-bi spędziła w więzieniu. Została ścięta 24 maja 1839 r. w Seulu w miejscu straceń za Małą Zachodnią Bramą w grupie 6 kobiet i 3 mężczyzn katolików (razem z Anną Pak A-gi, Agatą Yi So-sa, Agatą Kim A-gi, Augustynem Yi Kwang-hŏn, Barbarą Han A-gi, Łucją Pak Hŭi-sun, Damianem Nam Myŏng-hyŏg i Piotrem Kwŏn Tŭg-in).
Dniem jej wspomnienia jest 20 września (w grupie 103 męczenników koreańskich).
Beatyfikowana 5 lipca 1925 r. przez Piusa XI, kanonizowana 6 maja 1984 r. przez Jana Pawła II w grupie 103 męczenników koreańskich.